# Bloodywood
Bloodywood is een Indiase metalband die in 2016 werd opgericht in New Delhi. De band maakt muziek die tot zowel nu metal als folkmetal gerekend kan worden. Bloodywoods teksten worden in het Hindi, Punjabi en Engels gezongen door zangers Raoul Kerr en Jayant Bhadula. De band gebruikt meerdere traditionele Indiase instrumenten zoals de dhol en tumbi. In eerste instantie maakte de band parodieversies van populaire Hindi liederen, maar later begon de groep eigen nummers te maken. In 2022 kwam hun debuutalbum Rakshak uit. Bloodywood is een openlijk politieke band die thema's zoals seksisme, religieus geweld en politieke corruptie aankaart in zijn liedteksten.

## Bandleden
- Raoul Kerr - zang, rapper
- Jayant Bhadula - zang
- Karan Katiyar - gitaar, fluit
- Sarthak Pahwa - percussie
- Roshan Roy - basgitaar
- Vishesh Singh - drums